# Valdense

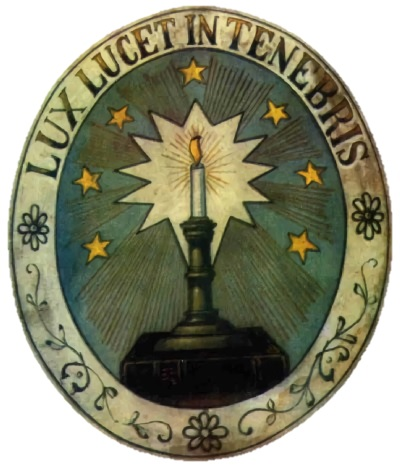
Escudo de los valdenses. Candelabro con la inscripción Lux lucet in tenebris ("La luz brilla en las tinieblas").

Los valdenses son seguidores de una tradición eclesiástica que comenzó como un movimiento ascético dentro del cristianismo occidental antes de la Reforma. 
Originalmente conocidos como los pobres de Lyon a finales del siglo XII, el movimiento se extendió a los Alpes Cocios en lo que hoy son Francia e Italia. La fundación de los valdenses se atribuye a Pedro Valdo, un rico comerciante que regaló sus propiedades alrededor de 1173, predicando la pobreza apostólica como camino a la perfección. Las enseñanzas valdenses entraron en conflicto con la Iglesia católica y en 1215 los valdenses fueron declarados herejes, no porque predicaran la pobreza apostólica (que también predicaban los franciscanos), sino porque no estaban dispuestos a reconocer las prerrogativas de los obispos locales sobre el contenido de su predicación, ni a reconocer normas sobre quién era apto para predicar. El Papa Inocencio III ofreció a los valdenses la oportunidad de volver a la Iglesia, y muchos lo hicieron, tomando el nombre de «Los Pobres Católicos». Muchos no lo hicieron y fueron objeto de una intensa persecución y se enfrentaron a una discriminación organizada y generalizada en los siglos siguientes. 
En el siglo XVI, los valdenses fueron absorbidos por el movimiento protestante, bajo la influencia del primer reformador suizo Enrique Bullinger. En algunos aspectos, los valdenses de la Edad Media podrían verse como protoprotestantes, pero en su mayoría no plantearon las objeciones doctrinales características de los líderes protestantes del siglo XVI. Llegaron a alinearse con el protestantismo: con las Resoluciones de Chanforan del 12 de septiembre de 1532, se convirtieron formalmente en parte de la tradición calvinista. Son miembros de la Comunidad de Iglesias Protestantes en Europa y sus afiliados en todo el mundo y fueron casi aniquilados en el siglo XVII.
La denominación principal dentro del movimiento fue la Iglesia Evangélica Valdense. En 1975, se fusionó con la Iglesia Evangélica Metodista para formar la Unión de Iglesias Metodistas y Valdenses, una iglesia mayoritariamente valdense, con una minoría de metodistas. Otra gran congregación es la Iglesia Evangélica Valdense del Río de la Plata en Argentina, Paraguay y Uruguay.
Las congregaciones continúan activas en Europa (particularmente en la región de Piamonte en el norte de Italia), América del Sur y América del Norte. Organizaciones como la American Waldensian Society conservan la historia del movimiento y declaran que su misión es "proclamar el Evangelio cristiano, servir a los marginados, promover la justicia social, fomentar el trabajo interreligioso y defender el respeto por la diversidad religiosa y la libertad de conciencia".

## Precursores
Los historiadores no concuerdan en cuanto a los orígenes de los valdenses. De acuerdo con los archivos de la Inquisición, en Carcassonne (Francia) el movimiento de los pobres de Lyon comenzó hacia 1170, bajo la dirección de un francés de Lyon llamado Vaudes, Valdés, Waldo o Pedro Valdo.
Algunos historiadores protestantes opinan que el nombre de valdense, aplicado también a los procedentes del país de Vaud, se deriva de la palabra latina vallis, que significa 'valle', y se refiere al hecho de que aquellos disidentes, a quienes se perseguía con persistencia como herejes, se vieron obligados a refugiarse en los valles alpinos de Francia e Italia. De acuerdo con este punto de vista, Pedro y sus seguidores llegaron a ser el punto de reunión para grupos similares de perseguidos por la Iglesia católica, algunos de los cuales habían estado en las sombras durante largo tiempo en los valles del Delfinado. 
Se conoce poco sobre la doctrina y los preceptos que guiaban a estos grupos, si bien estos grupos publicaron escritos tempranos (poemas en versos rítmicos, tratados de controversia y confesiones de fe) en los que se exponen sus principios religiosos y su moral; pero estos escritos atrajeron la atención de los eruditos solo en el momento de la Reforma.
Estos curiosos documentos, muy probablemente anteriores a la Reforma comenzada en Suiza, fueron escritos en un dialecto que hoy en día (1854) la gente -todavía analfabeta de las ciudades más cercanas a la cadena central de los Alpes, donde los modismos de los dos versantes han sido menos afectados- todavía lo habla. "Nosotros mismos hemos experimentado esto mediante la lectura de algunos pastores valdenses de La Nobla Leyczon, el documento más importante de esta literatura".
Los valdenses mismos consideran que su movimiento fue fundado por Pedro Valdo.

## Pedro Valdo y los inicios del movimiento valdense

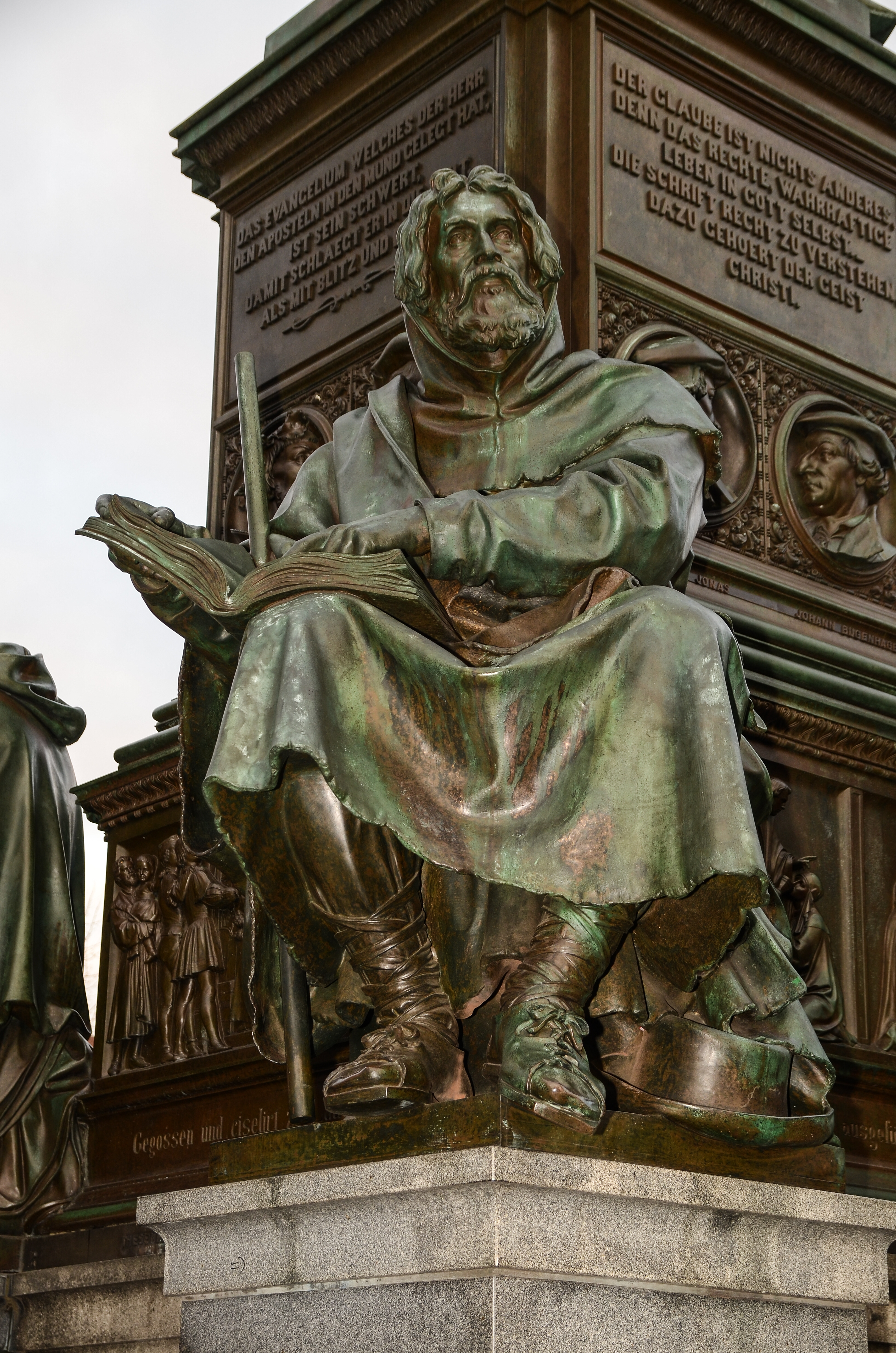
Estatua de Pedro Valdo en el Memorial de Lutero. Worms, Alemania.

Se dice que Pedro Valdo era un comerciante adinerado de Lyon que estaba casado y tenía dos hijas. Siendo hombre devoto y católico practicante, tras la muerte repentina de un conocido en 1177 pidió a un amigo teólogo que le diera consejo de las Escrituras en cuanto a lo que debía hacer para agradar a Dios. En respuesta, su amigo citó el evangelio de Mateo 19:21, donde Jesús dijo al joven rico: "Si quieres ser perfecto, ve, vende tus bienes y da a los pobres y tendrás tesoro en el cielo y, ven, sé mi seguidor".
La leyenda continúa diciendo que Valdo tomó a pecho este consejo. Así, después de proveer para el sustento de su esposa y colocar a sus dos hijas en un convento, comisionó a dos sacerdotes, Etienne d'Anse y Bernard Ydros, para que tradujeran los Evangelios y otros libros de la Biblia al idioma vernáculo —el occitano— que se hablaba en las regiones de la Provenza y el Delfinado (actualmente, el sudeste de Francia). Entonces distribuyó el resto de sus bienes entre los pobres y se puso a estudiar las Escrituras. Además, predicaba en las calles de Lyon, invitando a los habitantes a que despertaran espiritualmente y regresaran al cristianismo según él lo entendía en las Escrituras. Se dice que ponía énfasis en la declaración de Jesús: "No podéis servir a dos amos, a Dios y al dinero" (Mateo 6:24, Lucas 16:13). Él consiguió que los Evangelios y otros libros de la Biblia fueran traducidos al habla común y se atrevió a predicar en las calles, donde hizo muchos discípulos, tanto hombres como mujeres.
Puesto que Valdo había sido bien conocido como próspero hombre de negocios, muchas personas le escucharon y pronto tuvo un grupo de seguidores. Les alegró oír el mensaje consolador de la Biblia en su propio idioma, pues hasta entonces la traducción y producción de cada ejemplar de la Biblia tenía un alto costo: copiar a mano cada Biblia demandaba a un monje un mínimo de 3 años. Muchas personas convinieron en renunciar a sus bienes y dedicarse a enseñar la Biblia en el idioma de la gente común. Se les llegó a conocer como los pobres de Lyon. Para ellos, cualquier cristiano, fuera hombre o mujer, podía predicar siempre y cuando tuviese suficiente conocimiento de las Escrituras.
En el movimiento valdense debe verse la fusión de varios movimientos religiosos separados de la Iglesia oficial, como los pobres de Lombardía, continuadores de los humiliati o arnaldistas, seguidores de Arnaldo de Brescia, y posiblemente petrobrusianos, seguidores de Pedro de Bruys y enricianos, de Enrique de Lausana.
Aquella predicación laica hizo que en 1179 el papa Alejandro III, al que el propio Valdo había apelado, prohibiese a Valdo y sus seguidores predicar sin el permiso del obispo local. El obispo Bellesmains de Lyon rehusó dar su consentimiento por considerar que se estaba predicando un evangelio diferente. Los registros históricos indican que, ante esta proscripción, Valdo respondió a la jerarquía usando las palabras de los Hechos de los Apóstoles: Tenemos que obedecer a Dios como gobernante más que a los hombres.
Valdo y sus asociados continuaron predicando pese a la amenaza de excomunión y persecución. Así, el papa Lucio III los excomulgó en 1184 y el obispo de Lyon los expulsó de la diócesis. El edicto de excomunión, que se extendió contra ellos en el año 1181, les obligó a salir de Lyon, lo que fue beneficioso para su causa. Pedro Valdo llegó hasta Polonia en la misma frontera con Rusia, donde murió en 1217 después de cincuenta y siete años de predicación de las doctrinas valdenses.
El 17 de febrero de 1848, con cartas patentes reconocía el rey de Saboya Carlos Alberto los derechos civiles a los valdenses, acontecimiento fundamental para la historia religiosa de Italia y, por supuesto, para el pueblo valdense.

## Articulación con la Reforma

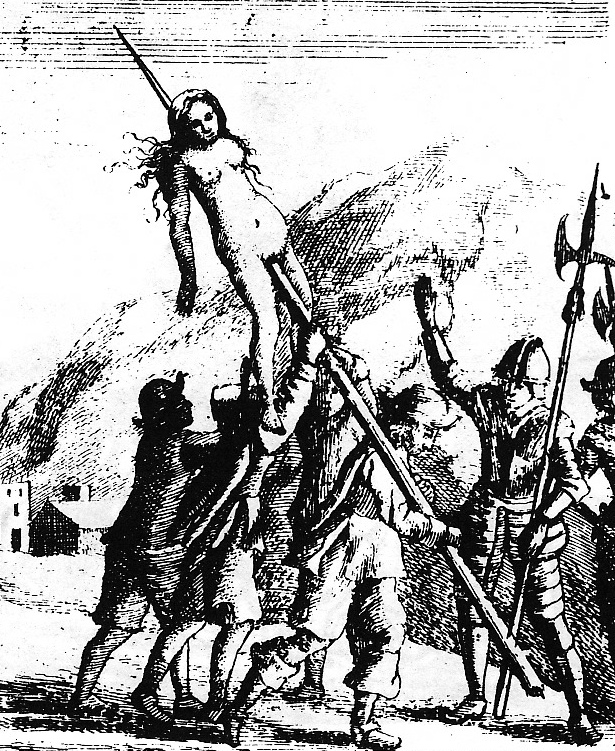
Masacre de los valdenses llevada a cabo en el Piamonte en 1655. Grabado proveniente del libro History of the Evangelical Churches of the Valleys of Piedmont, publicado en Londres en 1658.

El maestro valdense alemán Federico Reiser abandonó en 1426 el pacifismo valdense y se alistó en el §ejército taborita que avanzaba hacia Viena y en 1431 fue ordenado como ministro husita de la Palabra. Él y su esposa Ana Weiler fueron ejecutados en Estrasburgo en 1458, pero su influencia se extendió a muchos valdenses italianos y franceses de los Alpes, que llegaron a sentirse identificados con el husismo taborita, y en 1483 se levantaron contra el duque Carlos I de Saboya. En cambio, algunos valdenses de la época, como el hermano Lucas de Praga, se unieron a los husitas moderados.
En 1526 se celebró en Laus un sínodo, en el cual se discutieron las ideas de la Reforma protestante. Una opinión sostenía mantener los vínculos con los husitas; otra, acercarse a la Reforma suiza y otra a Lutero. El barba Martín Gonin difundió los escritos de Lutero y encabezó al sector partidario de unirse al protestantismo y distanciarse de los husitas. 
El sínodo de Merindol (Provenza) en 1530 se orientó hacia los reformadores suizos. Luego en el sínodo de Chanforan en 1532 y a propuesta de Jorge Morel, adoptó una nueva confesión de fe acorde con la Reforma suiza. Se apartó de esta decisión una minoría dirigida por Daniel de Valencia y Juan de Molines; las congregaciones del valle del Po, Calabria y Apulia tampoco aceptaron la decisión del sínodo y en algunos casos se sumaron al movimiento anabaptista. Sin embargo, la mayoría de los valdenses se unieron después al protestantismo, al considerar que en lo fundamental compartían la misma fe.

## Relaciones con la Iglesia católica
En época reciente, el papa san Juan Pablo II pidió perdón a los valdenses en una reunión que tuvo con ellos en Asís[cita requerida]. También el papa Francisco ha pedido perdón, al visitar una iglesia valdense en Turín el 22 de junio de 2015: «Por parte de la Iglesia católica, os pido perdón por las actitudes y comportamientos no cristianos, incluso inhumanos, que en nuestra historia hemos tenido contra vosotros. En nombre de Cristo Jesús, perdonadnos». En la histórica visita estuvieron presentes tanto el moderador de la sección italiana (pastor E. Bernardini) como el moderador de la sección latinoamericana (señor O. Oudri) de la Iglesia Valdense.

## Doctrinas de los valdenses

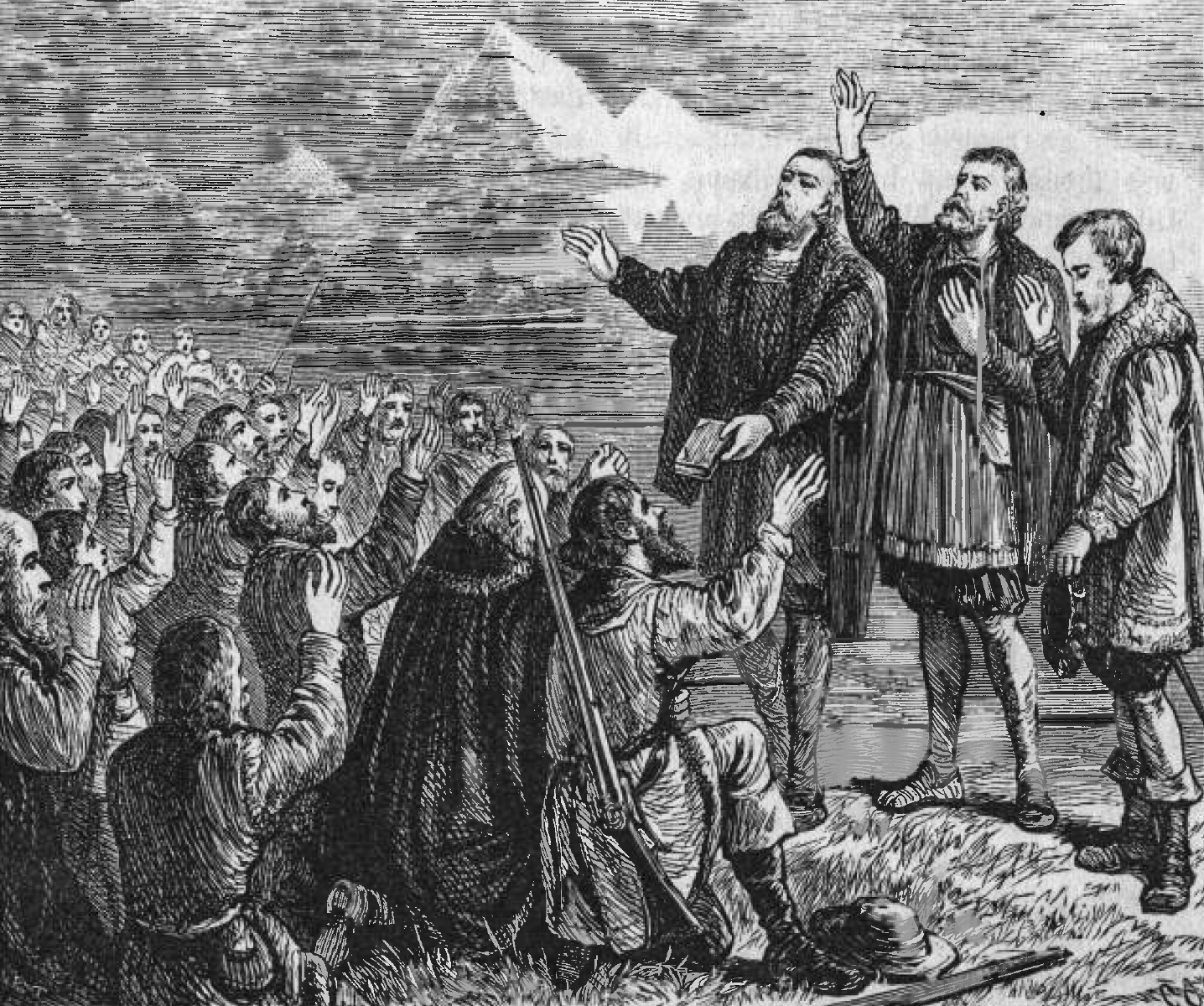
Los valdenses prestando juramento.

Tradicionalmente se ha atribuido a este movimiento una notable influencia de doctrina pura. Los valdenses primitivos rechazaban la veneración de imágenes, la transubstanciación, la existencia del Purgatorio, la veneración a María, las oraciones a los santos, la veneración de la cruz y de las reliquias, el arrepentimiento de última hora, la necesidad de que la confesión se haga ante sacerdotes (ellos practicaban un tipo de confesión ante Dios guiados por sus “barbas” o predicadores itinerantes), las misas por los muertos y las indulgencias papales.
Sin embargo, en lo referente al celibato del clero, algunos valdenses anteriores a la Reforma protestante estimaban que, para ser parte del cuerpo de predicadores itinerantes (o “barbas”), había que vivir una vida célibe, por lo que se abstenían de relaciones sexuales y del matrimonio. Tenían también —como ellos mismos documentan— un grupo de mujeres vírgenes dedicadas al Señor. Tras el concilio que se planteó para abrazar o no la Reforma en el siglo XVI, del que se da cuenta arriba, rechazaron el celibato obligatorio como "doctrina diabólica".
Los predicadores itinerantes o “barbas” eran escogidos de entre los fieles valdenses (principalmente gente de muy humilde extracción y campesina), a los que se les apartaba durante los meses de invierno para enseñarles a leer y escribir, y tenían que aprender de memoria el Evangelio de Mateo y el de Juan, así como las epístolas universales y las paulinas pastorales (a Tito, Timoteo, etc.), para lo cual tardaban alrededor de dos años. Posteriormente, según alguna fuente, se apartaban durante dos años en un lugar secreto del norte de Italia, donde hacían voto de castidad, tras lo cual pasaban a formar parte del cuerpo de los “barbas”.
Si bien, antes de abrazar la reforma, practicaban de una manera muy sencilla los siete sacramentos de la Iglesia católica, pues practicaban una especie de confesión con los “barbas”, la imposición de manos, oraciones a ciertas horas y otros, posteriormente por influencia de los reformadores del siglo XVI aceptaron sólo dos: el bautismo, "abierta confesión de nuestra fe y del cambio de nuestra vida", y la comunión o Cena, en la que con fe, amor y autoexamen, recibimos el pan y el vino, ya que nosotros también llegamos a ser parte del cuerpo y sangre de Cristo". Consideraban el matrimonio como "bueno, santo e instituido por Dios, de manera que a nadie se debe prohibir casarse" (en alusión a la prohibición católica del matrimonio de los sacerdotes y al rechazo de los cátaros a la sexualidad y la procreación), aunque estimaban la castidad como un don que, como hemos comentado, solo practicaban, antes de la Reforma, algunos de los predicadores valdenses.
Los valdenses rechazaron el ejercicio por parte de la Iglesia de poder estatal, de jurisdicción temporal, la imposición de la fe a la fuerza o la dominación por las armas. También rechazaron el uso de imponentes y elegantes edificios religiosos. Hacían un alegato particular a la renuncia de los bienes materiales en favor de los menos privilegiados, como lo hizo su fundador.
En su labor de predicar, los valdenses primitivos enseñaban la Biblia y daban mucha importancia al Sermón de la montaña y al Padre nuestro, en los cuales se muestra que el reino de Dios es lo que se debe buscar principalmente y lo que se debe pedir en oración (Mateo 6:10,33). Sostenían que cualquier cristiano, fuera hombre o mujer, que poseyera suficiente conocimiento de la Biblia estaba autorizado para predicar la "buena nueva" (el Evangelio). Además, consideraban a Jesús como el único mediador entre Dios y el hombre. Puesto que Jesús había muerto una vez para siempre, sostenían que un sacerdote no podía repetir este sacrificio celebrando una misa. Los valdenses primitivos conmemoraban la muerte de Cristo, tal como lo hacen hoy en día, utilizando pan y vino como símbolos.
Los valdenses primitivos sostenían que no era necesario ir a una iglesia para adorar a Dios. Celebraban reuniones clandestinas en establos, hogares particulares y dondequiera que pudieran hacerlo. Durante estas reuniones estudiaban la Biblia y preparaban nuevos predicadores, los cuales acompañaban a los más experimentados. Viajaban por parejas de granja en granja y, cuando estaban en los pueblos y aldeas, iban de casa en casa. El libro de consulta intitulado Dictionnaire de Théologie Catholique en un artículo que, por lo demás, no favorece a los valdenses, declara:

"Desde la más tierna edad, sus hijos empezaban a aprender los Evangelios y las Epístolas. La predicación de sus diáconos, sacerdotes y obispos consistía principalmente en citas de la Biblia".
Tomo 15, columna 2591.

## Organización
Los valdenses actuales, ya muy distanciados de las prácticas de sus predecesores anteriores a la Reforma del siglo XVI, están organizados en congregaciones que funcionan de modo asambleario, son coordinadas por un pastor y eligen un consistorio. También eligen delegados a sínodos. En el ámbito internacional, el sínodo anual elige una junta, la Mesa Valdense, que tiene un moderador. Hace algunas décadas se ha dividido, por cuestiones administrativas, en dos secciones: la sección italiana, y la sección sudamericana.

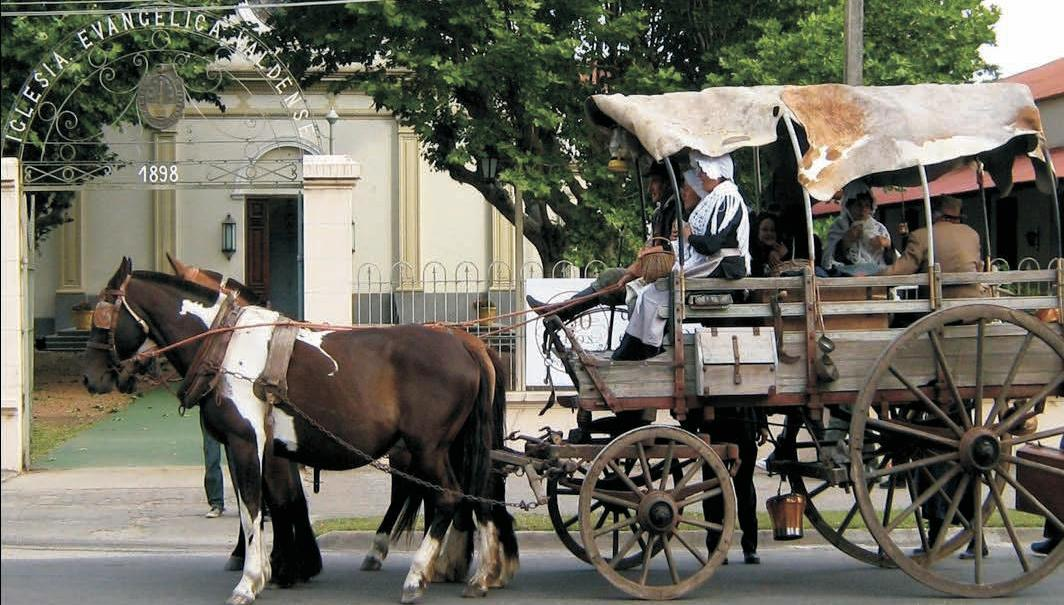
Festejos de los 150 años de la migración Valdense en Uruguay. Descendientes de los migrantes con sus vestimentas típicas de la época.

### Consistorio
La organización de las iglesias valdenses se basa en la Asamblea de los miembros de la iglesia inscriptos y en el Concejo de la Iglesia o Consistorio, elegido por la Asamblea. El Consistorio se compone de los pastores, ancianos y diáconos en proporción a la fuerza numérica de la iglesia. Dirige las actividades de la iglesia, ejerce el ministerio pastoral y la disciplina, cumple las funciones administrativas.
Por ello, el consistorio es una organización sin fines de lucro con personalidad jurídica, que tiene fines de culto, la educación y la caridad. Estos tres objetivos, que constituyen la naturaleza eclesial de la institución, respondían en el pasado a las necesidades de la educación y la atención de la población valdense, que hasta 1848 fue privada de sus derechos civiles y políticos y no podían asistir a las instituciones educativas y de caridad del Estado o católicos.

### Sínodo
El Sínodo es la asamblea general que expresa la unidad de las iglesias valdenses. Compuesto en partes iguales por los diputados laicos elegidos por los miembros de las iglesias individuales y miembros del ministerio, normalmente se reúne una vez al año y delibera sobre aspectos doctrinales, legislativos, judiciales y de gobierno de la Iglesia Valdense, eligen a los miembros de la Mesa Valdense que es presidida por el Moderador; estos últimos constituyen el órgano ejecutivo por el período, hasta el sínodo siguiente. Todo lo actuado por la Mesa es controlado y verificado por una comisión independiente.

### La Mesa Valdense
La Mesa Valdense es el órgano representativo y administrativo de la Iglesia Valdense, elegido por los miembros laicos y pastores reunidos en el Sínodo Valdense. Compuesto por un Moderador, un vice Moderador y un número de miembros fijados por los reglamentos de la iglesia, ya sean pastores o laicos, se mantiene en el cargo desde un Sínodo a otros, actuando bajo su directiva contra la toma de sus acciones a la sesión del siguiente Sínodo. 
Se celebran anualmente dos sínodos, uno para la sección italiana de la iglesia y el otro para la sección sudamericana, consecuentemente existen dos Mesas Valdenses y dos moderadores.

### Moderador
El Moderador, elegido pro tempore del Sínodo Valdense, preside las actividades de lMa esa Valdense y legalmente representa a la Iglesia Valdense desde una sesión del Sínodo y el siguiente. El Moderador puede ser elegido de entre los delegados de las diversas iglesias: puede ser un pastor o un laico, no habiendo discriminación por sexo.

## Expansión de los valdenses en Europa
Como consecuencia de las persecuciones, estos disidentes del siglo XII se refugiaron en los Alpes y por toda la Occitania. Los registros históricos muestran que, a principios del siglo XIII, podían hallarse valdenses no sólo en el sur de Francia, principalmente en la zona del macizo de Luberon, y el norte de Italia, sino también en el este y norte de Francia, Flandes, Alemania, Austria y hasta en Bohemia, donde se dice que Valdo murió en 1217.
Desde el año 1200 hubo en Alsacia y Lorena tres grandes centros de actividad misionera. En Metz, el “barba” (pastor) Crespin y sus numerosos hermanos confundían al obispo Beltrán, quien en vano se esforzaba por suprimirlos. En Estrasburgo, los inquisidores mantenían siempre el fuego de la intolerancia contra la propaganda activa que hacía el “barba” Juan y más de 500 valdenses que componían la iglesia perseguida de aquella ciudad.
En Bohemia, donde Pedro Valdo terminó sus días, los resultados de la obra misionera valdense fueron fecundos y es muy probable que las prédicas valdenses influyeran sobre el sacerdote católico checo Jan Hus y dieran así origen a la iglesia de los husitas.
A mediados del siglo XIII, el inquisidor de Passau —Baviera— nombraba 42 poblaciones donde los valdenses habían echado raíces; y en Austria, el inquisidor Krens hacía quemar a principios del siglo XIV 130 valdenses. Se cree que el número de ellos en Austria no bajaba de 80 000.
En Italia, los valdenses estaban diseminados y bien establecidos en todas partes de la península. Tenían sedes en las grandes ciudades y un ministerio itinerante perfectamente organizado. En Lombardía, los discípulos de Arnaldo de Brescia, gran opositor del papa a pesar de que nunca llegó a separarse de la Iglesia católica, y que fue ahorcado en 1155, se unían fácilmente a los valdenses cuando éstos les predicaban el Evangelio. En Milán poseían una escuela que era el centro de una gran actividad misionera.
En Calabria se establecieron muchos valdenses del Piamonte en 1300 en Fuscaldo y Montecarlo. Habían conseguido cierta tolerancia y les permitían celebrar secretamente sus cultos con tal de que pagaran los diezmos al clero.
En tres de los valles del Piamonte, Luserna, Perusa y San Martín, los valdenses formaron pueblos enteros en las primeras décadas del siglo XIII. Perduran comunidades valdenses en los valles orientales de los Alpes Cotios, en especial en la cuenca alta del río Dora Riparia, teniendo sus principales centros en las ciudades de Oulx y Susa. Por ese motivo, estos pequeños valles delPiamonte son conocidos como Valvaldenses o Valles Valdenses, hablándose allí aún el occitano e incluso el arpitano.
Estos datos históricos que poseemos de la literatura producida por los valdenses prueban que el protestantismo —aún sin ese nombre— tuvo un origen anterior a Lutero: más de 340 años antes de que se produjese el movimiento espiritual de la Reforma, existían ya muchos cristianos que no comulgaban con los dogmas de la Iglesia católica. 

### Los valdenses de Bohemia
Bohemia fue una de las regiones más propicias para la propaganda valdense. Visitada por el mismo Pedro Valdo, quien según la tradición murió allí en 1217, ya hacia mediados del siglo contaba más de 40 localidades ocupadas por valdenses y citadas por un inquisidor de Passau en su relación; no tardaron en sufrir persecuciones, de las que la principal fue la del inquisidor Gallo en 1335. Pero en Bohemia, el movimiento valdense no tardaría en ser absorbido por el despertar religioso que toma nombre de otro gran precursor de la Reforma: Juan Hus. Este no recibió ninguna influencia directa de Pedro Valdo, pero puede suponerse que indirectamente su protesta se eslabonara a la suya, por cuanto que Hus fue en Bohemia el seguidor del reformador inglés Juan Wicleff, quien a su vez habría estado en relación con los discípulos de Valdo que habían pasado a Inglaterra.

Hacia 1430 los valdenses se unieron a los husitas y principalmente al partido de los taboritas; entre los hombres más eminentes que tuvieron en aquella época y que se esforzaron por la unión, es de recordar Federico Reiser, muerto mártir en 1458 en Estrasburgo, donde había ido a visitar a los hermanos valdenses. Los valdenses bohemios constituyeron en 1467 “Los Hermanos Unidos” (de los que derivó la Iglesia Morava), cuyo primer obispo fue consagrado por Esteban, venerado obispo taborita que debía subir a la hoguera en Viena en aquel mismo año.

### Los valdenses en Alemania y Austria
Austria y todavía más Alemania fueron durante siglos recorridas en todos los sentidos por los propagandistas valdenses, tanto que ya en el siglo XIII «no había comarca en la que esta secta no tuviese partidarios» ("Fere nulla est terra in qua haec secta non ait". Bibl. Max. Patr. XXV, 264) Pero la Inquisición puso manos a la obra: llenó las prisiones, confiscó los bienes, levantó centenares de hogueras hasta sofocar a los disidentes. ¿Mas quién se atreverá a decir que estos hayan desaparecido sin haber ejercido antes en Alemania una providencial influencia de preparación para la Reforma luterana? De cualquier modo, esparcieron antes que Lutero el conocimiento y el amor a la Biblia.

### Los valdenses en España
Los valdenses recorrieron con ánimo misionero el sur de Alemania, Suiza, Francia y llegaron a España, donde formaron grupos de cristianos disidentes de Roma en las provincias del norte y sobre todo en Cataluña. El hecho de que dos concilios y tres reyes se hayan ocupado de expulsarlos de España demuestra que su número tenía que ser considerable.
El clero, impotente para detener el avance y, alarmado, pidió al papa Celestino III que tomase medidas contra este movimiento. El papa mandó un delegado en 1194, que convocó la asamblea de prelados y nobles en Mérida, asistiendo personalmente el mismo rey Alfonso II de Aragón, quien dictó el siguiente decreto:

"Ordenamos a todo valdense que, en vista de que están excomulgados de la Santa Iglesia, son enemigos declarados de este reino y tienen que abandonarlo, e igualmente todos los estados de nuestros dominios. En virtud de esta orden, cualquiera que desde hoy se permita recibir en su casa a los susodichos valdenses, asistir a sus perniciosos discursos o proporcionarles alimentos, atraerá por esto la indignación de Dios Todopoderoso y la nuestra; sus bienes serán confiscados sin apelación y será castigado como culpable del delito de lesa majestad; además cualquier noble o plebeyo que encuentre dentro de nuestros estados a uno de estos miserables sepa que si los ultraja, los maltrata o los persigue, no hará con esto nada que no nos sea agradable".

Desde entonces, la persecución se hizo sentir con violencia, sobre todo en el marco de la cruzada contra una herejía aún más extendida, la de los Albigenses o Cátaros. En 1197 Pedro II de Aragón renovó este edicto añadiendo la cláusula de que los valdenses serían quemados si eran capturados, con lo que fue este el primer documento público en el que la muerte en la hoguera es prescrita por el Estado como castigo a la herejía. En una sola ejecución 114 valdenses fueron quemados vivos y sus cenizas echadas al río Ter en Gerona. Sin embargo, muchos lograron esconderse y seguir secretamente su predicación en el reino de León, Vizcaya y Cataluña, pues al contrario de lo que decretaba la orden real, los veían con costumbres austeras y anunciando de manera sencilla y llana el Evangelio, y hasta se menciona al obispo de Huesca, uno de los más notables prelados de Aragón, como protector decidido de los perseguidos valdenses. Pero las persecuciones contra ellos no cesaron, llegando a su apogeo por el año 1237, cuando 45 fueron arrestados en Castellón y 15 de ellos quemados vivos en la hoguera.
La principal rama de la Iglesia Cristiana sucesora de la Iglesia Cristiana Valdense en España es: Iglesia Evangélica Española (Alianza Evangélica Española (AEE)); hay otras, todas ellas articuladas en torno a la Federación de Entidades Religiosas Evangélicas de España.

## Los valdenses en el Río de la Plata
El centro administrativo de la Iglesia evangélica valdense del Río de la Plata se encuentra en la localidad de Colonia Valdense, en el departamento de Colonia, República Oriental del Uruguay, ubicada a 121 km de Montevideo y a 57 de Colonia del Sacramento.
Las primeras familias valdenses llegaron al Uruguay en 1856, donde establecieron una colonia agrícola en la zona denominada del Rosario Oriental, después de una permanencia de algunos años en el Departamento de Florida, donde no fueron bien acogidos por la población. Enseguida se expandieron por el litoral uruguayo y por la República Argentina, en la región meridional de la provincia de La Pampa en la localidad de Jacinto Arauz, lugar al que llegaron alrededor de 1901, y al centro de la provincia de Santa Fe y norte de la provincia de Entre Ríos. Fue característico en los lugares donde se asentaron, la preocupación por la construcción de un espacio de culto y de un espacio para la formación escolar, además de la marcada vocación agrícola.
Desde Uruguay o directamente desde Italia, algunas familias valdenses también encontraron su hogar en Brasil entre los siglos XIX y XX. Allí, terminaron uniéndose a las iglesias protestantes locales.
Entre los años 40 y 60 surgen comunidades valdenses urbanas en ciudades grandes como Buenos Aires y Montevideo, así como en capitales departamentales como Paysandú o Reconquista, al norte de la provincia de Santa Fe. En 1969, la Iglesia de esta última ciudad estableció en el Barrio Nuevo un lugar de reunión y lectura de la Biblia, que por las necesidades se transformó en un comedor comunitario los sábados y domingos para 500 familias pobres. La actividad misionera ha llevado a la incorporación de nuevas personas a la vida de fe de la Iglesia.
Actualmente, la Iglesia Evangélica Valdense del Río de la Plata está compuesta por unas quince congregaciones en Uruguay y diez en Argentina, con unos 3000 miembros activos.

## Los valdenses en Estados Unidos
Los primeros valdenses comenzaron a llegar a los Estados Unidos en 1875, se establecieron en Monett, y posteriormente, en junio de 1893, fundaron la localidad  que actualmente tiene el nombre de Valdese, en Carolina del Norte.